# Gory Orlova
Die Gory Orlova (englische Transkription von russisch Горы Орлова Gory Orlowa, „Orlow-Berge“) sind eine isolierte Gruppe von Nunatakkern im ostantarktischen Königin-Maud-Land. Sie ragen nordöstlich der Sørfløya im südöstlichen Teil der Kirwanveggen auf.
Russische Wissenschaftler benannten sie. Der Namensgeber ist nicht überliefert.